# Okan Yalabık
Okan Yalabık (13 de diciembre de 1978) es un actor turco. Se graduó del teatro en el Conservatorio Estatal de la Universidad de Estambul. Ha aparecido en más de veinte películas desde 2001.
En América y España fue conocido gracias a su interpretación de Ibrahim Pasha en la serie Muhteşem Yüzyıl (El sultán).

## Biografía
Yalabık nació en 1978 en Estambul, como el segundo hijo de una familia original de Balıkesir. Asistió a la Escuela Primaria Maçka y a temprana edad mostró interés en la actuación. De acuerdo a una entrevista, fue su hermano, Ozan, quien trajo a casa una cinta de la película Ferhangi Şeyler de Ferhan Şensoy, él memorizó cada línea de la misma y decidió convertirse en un actor. Más tarde asistió a pasó a la secundaria Şişli Terakki seguido por la  secundaria Sakip Sabancı Anadolu, y en 1993 ayudó en el establecimiento del Departamento Teatro Escolar Sakip Sabancı Anadolul. Interpretó varios roles en muchos grupos de aficionados, y eventualmente se matriculó en el Conservatorio Estatal de la Universidad de Estambul en 1997 para estudiar teatro.

## Carrera
Su primer papel fue en 1998 con el personaje Martı en una obra en el Teatro Kenter. Más tarde realizó diferentes personajes en las obras Nükte, Sırça Kümes, Inishmorelu Yüzbaşı en el mismo lugar. En 2006, apareció en Orhan Hakalmaz del clip Şu Kışlanın Kapısına, y en 2007, junto Sezin Akbaşoğulları, participó en un  comercial de Robert Bosch GmbH Turquía. Más tarde empezó a actuar en películas como Gülüm y Kolay Para y se unió al elenco de las series Yılan Hikâyesi, Serseri, y Hatırla Sevgili
En 2010, por el papel de Hasan en la película Av Mevsimi del director Yavuz Turgul ganó el premio "Mejor actor de reparto" en los 4ª Yeşilçam Awards. En el mismo año tomó parte en el Programa de Posgrado en Película y Drama de la Universidad  Kadir.
En 2011, interpretó a Pargalı Ibrahim Pasha en la histórica serie Muhteşem Yüzyıl. Su personaje fue asesinado en el episodio 82. En los últimos episodios, su voz fue presentada en una serie de escenas.
En 2015, participó en la serie Analar ve Anneler de atv' dirigida por Mehmet Ada Öztekin, y fue parte del reparto principal junto a Sinem Kobal, Hazar Ergüçlü y Binnur Kaya. Pero, debido a los bajos índices de audiencia, la serie terminó después de 9 episodios.
En 2016, se unió a un movimiento acerca de los efectos dejados por las Guerras de los Balcanes, titulado Annemin Yarası, que fue dirigido por Ozan Açıktan. En el mismo año le dio voz al personaje Adnan ve Çizer en la película de animación Kötü Kedi Şerafettin basada en la novela Bülent Üstün También continuó su carrera teatral, apareciendo en la obra Los 39 Escalones en Turquía.

## Filmografía

### Televisión
| Año       | Título              | Personaje            | Nota(s)          |
| --------- | ------------------- | -------------------- | ---------------- |
| 2006-2008 | Hatırla Sevgili     | Necdet Aygün         | Protagonista     |
| 2011-2013 | Muhteşem Yüzyıl     | Pargalı İbrahim Paşa | Elenco principal |
| 2015      | Analar ve Anneler   | Ayhan                | Elenco principal |
| 2016      | Seddülbahir 32 Saat | Cevat Paşa           | Elenco principal |
| 2017      | Masum               | Tarık Bayrakçı       | Protagonista     |
| 2017      | Vatanım Sensin      | Charles Hamilton     | Actor invitado   |
| 2018-     | The Protector       | Faysal Erdem         | Elenco principal |
| 2019-     | Hekimoğlu           | Orhan Yavuz          | Elenco principal |

### Cine
| Año  | Título         | Personaje | Nota(s)      |
| ---- | -------------- | --------- | ------------ |
| 2010 | Av Mevsimi     |           |              |
| 2016 | Annemin Yarası | Mirsad    | Protagonista |
| 2016 | Tereddut       | Umut      |              |
| 2018 | Bağcık         |           |              |

## Premios
- Yeşilçam Premio para mejor actor de reparto (2011)